# Gideon Mantell
Gideon Algernon Mantell (Lewes, 3 de fevereiro de 1790 — Londres, 10 de novembro de 1852) foi um ginecologista, geólogo e paleontologista britânico. Suas tentativas de reconstruir a estrutura e vida do Iguanodon iniciaram o estudo científico dos dinossauros. Em 1822, foi responsável pela descoberta (e eventual identificação) do primeiro dente fóssil, e mais tarde a maioria do esqueleto, do Iguanodon.

## Biografia
Mantell nasceu em Lewes, Sussex como o quinto filho do sapateiro Thomas Mantell e sua esposa Sarah Austen. Diplomou-se em obstetrícia, mas também tinha uma paixão pela geologia. Possuía um gabinete médico em Lewes, no Sul da Inglaterra, porém a geologia ocupava o seu tempo livre. Os fósseis que colecionava nessa região eram de origem marinha provenientes do Chalk, uma antiga subdivisão do Cretáceo superior. A partir de 1819, Mantell começou a adquirir fósseis provenientes de uma mina, "Withman's Green", perto de Cukfield, que apresentava restos de animais terrestres e de água doce, numa época em que os únicos espécimes do Cretáceo inglês eram de origem marinha. Nomeou este estrato de "Estrato da floresta de Tilgate", de acordo com o nome da área arborizada, Tilgate. Posteriormente ficou demonstrado que esses fósseis eram provenientes do Cretáceo inferior.

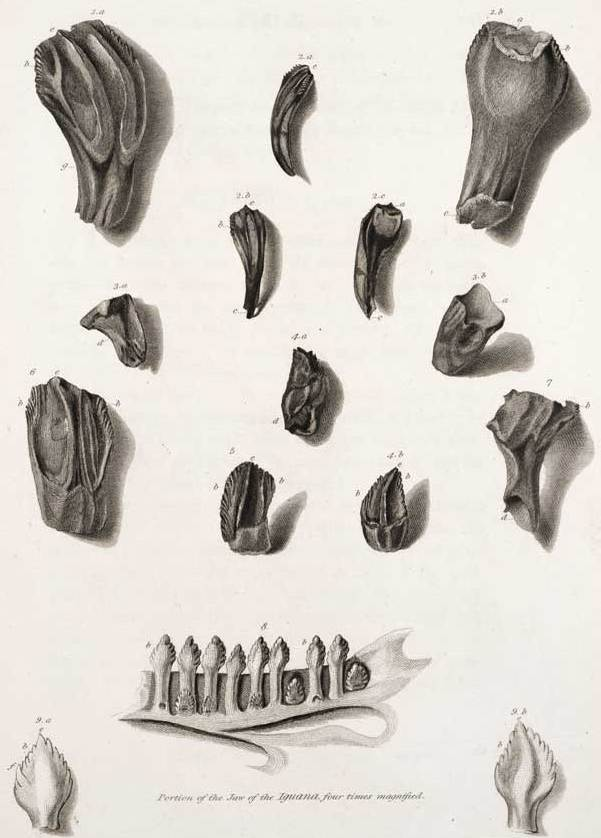
Ilustração dos dentes fósseis do Iguanodonte

Em 1820, começou a descobrir ossos grandes, ainda maiores que aqueles descobertos por William Buckland em Stonesfield,  Oxfordshire. Em 1822, Gideon Mantell publicou o livro The Fossils of the South Downs or Illustrations of the Geology of Sussex, no qual relatava ter encontrado dentes fossilizados pouco comuns em escavações da floresta Tilgate, embora muitos historiadores creditem a descoberta à sua esposa Mary Ann. Mantell mostrou a descoberta a outros cientistas que consideraram a amostra como proveniente de peixes ou mamíferos estratificados, mais recentes que a dos outros fósseis da floresta de Tilgate. Esses dentes foram enviados, mais tarde, ao anatomista francês George Cuvier que comprovaria pertencerem a répteis herbívoros pré-históricos. Os dentes foram identificados como originários de estratos Mesozóicos muito semelhantes aos de um iguana moderno, porém vinte vezes maior. A partir disto, considerou-se que a dimensão do proprietário dos dentes apresentava pelo menos 20 metros de comprimento.
Em 1824, Mantell descobriu que havia semelhanças entre seus fósseis e o esqueleto de um iguana moderno, por esse motivo nomeou sua descoberta como iguanodonte.
Após essa descoberta, foi eleito membro da Royal Society, que lhe conferiu a Medalha Real. Também foi eleito como membro honorário no Instituto de Paris, e recebeu a Medalha Wollaston concedida pela Sociedade Geológica de Londres em 1835.
Continuou  a estudar fósseis e publicou  numerosos livros e artigos até à sua morte. Anos mais tarde, Mantell sofreria um sério acidente em sua carruagem, o resultado seria invalidez e uma dor contínua e intensa devido a uma deformação que seu corpo sofreu. Para aliviar seu sofrimento e sua dor, passou a usar ópio, um dos únicos recursos da época para esse fim. O paleontólogo veio a falecer em 1852 por overdose de ópio.

### Morte e legado
Sua autópsia mostrou que sofria de uma escoliose. Richard Owen, seu inimigo de longa data, recuperou uma porção de sua coluna vertebral e a conservou em vinagre numa estante da Faculdade de Cirurgiões da Inglaterra. Essa "relíquia" foi perdida durante a Segunda Guerra Mundial, provavelmente durante um bombardeamento.
Em 2000, um monumento foi erigido em Cukfield, lugar da  descoberta dos primeiros fósseis de iguanodonte, em homenagem às suas contribuições.